# Дубровін Сергій Велиславович
Сергій Велиславович Дубровін (нар. 3 червня 1942 — 31 серпня 2015) — радянський, у
країнський та югославсько-сербський співак (лірико-драматичний тенор). Народний артист УРСР (1990).

## Життєпис
Народився у Самарканді. Здобув освіту у Ленінградській консерваторії, яку закінчив 1974 року. По закінченні — соліст Національної опери України. 
З 1990 року — соліст Національного театру у Белграді.
Партії: Андрій («Тарас Бульба» М. Лисенка), Микита («Ярослав Мудрий» Г. Майбороди), Герман, Андрій («Пікова дама», «Мазепа» П. Чайковського), Самозванець, Голіцин («Борис Годунов», «Хованщина» М. Мусоргського), Альфред Жермон («Травіата» Дж.Верді), Турідду ( «Сільська честь» П.Масканьї, Всеслав («Аскольдова могила» О. Верстовського), Каніо («Паяци» Р. Леонкавалло), Вертер (однойм. опера Ж. Массне), Герцог («Ріґолетто» Дж. Верді), Хозе («Кармен» Ж. Бізе), Сергій («Катерина Ізмайлова» Д. Шостаковича), Едгар («Лючія ді Ламмермур» Г. Доніцетті), «Каніо (Паяци» Р. Леонкавалло), Фауст («Фауст» Ш.Гуно) та інші. 

## Фільмографія
- «Борис Годунов» (1987, фільм-опера) — вокал